# 加喜特人
加喜特人（𒁉𒋗，又译喀西特人），两河流域的古代民族。可能原居于札格罗斯山脉中部，其語言由於語料缺乏而仍未歸類。早期因其部份統治者疑似有印歐人名字而推断其为印欧人，如今一般认为其和胡里安人有语言上的联系。

## 記載
古巴比伦王国中期，萨姆苏伊鲁纳第九年（前1741年，中年表，下同）的年名上出现了加喜特人的名字，这是加喜特人第一次在历史记载中登场。加喜特人早期分布在迪亚拉河上游河谷地区，在古巴比伦中晚期进入两河流域，可能作为雇佣兵而获得了不低的权力。
前16世纪初，古巴比伦王国灭亡。随後几十年内，加喜特人渐渐占据巴比伦，以「加喜特人与阿卡德人之王」自称，建立了加喜特王朝，即巴比伦第三王朝。明确统治巴比伦的第一个加喜特国王是阿古姆二世，他声称将马尔杜克的神像从赫梯人手中夺回。在乌拉姆布里亚什时期，加喜特人征服了南方的海国王朝；在卡拉因达什时期，加喜特国家走向繁荣，与埃及新王国、赫梯帝国、亚述同为并立的大国。库瑞噶尔祖一世时期，加喜特人在底格里斯河畔建立新都杜尔·库瑞噶尔祖。
布尔那布里亚什二世统治时期（前1359年-前1333年）是加喜特王朝的极盛时期。从其子库瑞噶尔祖二世开始，加喜特王朝走向扩张主义，在那兹·玛鲁塔什时期达到新的国力高峰，同赫梯帝国对新兴的亚述展开包围。
前13世纪，加喜特王朝由盛转衰。卡什提里亚什四世在前1225年试图进攻亚述，但被反制，加喜特王朝第一次灭亡。亚述人无法稳定统治南方，不久在埃兰人的支持下，加喜特王朝复辟，但最终又在前1159-前1155年被埃兰人所灭亡。
加喜特王朝灭亡后，加喜特人仍然存在于巴比伦和迪亚拉河谷一带。巴比伦第五、第六王朝的国王名字皆有加喜特人的影子。加喜特人的最终记载持续到了希腊化时期。

## 宗教
加喜特人极少将自己的宗教内容表达在巴比伦文化中，但他们的名字中会出现一些属于自己文化的神灵，且这些神名在巴比伦会被解释为和某些巴比伦神灵对等。我们由此可以知道加喜特人所崇拜的部分神灵：
- 舒卡穆那（Šukamuna），相当于马尔杜克；
- 布里亚什（Buriaš），相当于阿达德；
- 玛鲁塔什（Maruttaš），相当于尼努尔塔；
- 哈尔贝（Ḫarbe），相当于恩利勒；
- 西帕克或西胡（发音不明，可能是Šipak或Šihu），相当于辛；
- 舒里亚什（Šuriaš），相当于沙马什。

加喜特文化的大部分证据都属于巴比伦的加喜特王朝。这些国王采用了巴比伦人的语言（苏美尔语和阿卡德语）和宗教，并积极参与维护美索不达米亚诸神的寺庙，例如乌鲁克的埃安那神庙。
从卡达什曼-恩利尔一世开始，他们中的一些人在自己的名字中包含了巴比伦诸神的名字，尽管直到亚述国王图库尔蒂-尼努尔塔一世入侵之后，例子才包括恩利勒以外的神。他们还将王室的合法性归因于美索不达米亚恩利尔，而不是来自卡西特神。
美索不达米亚东北部努齐的档案被认为是研究加喜特人专名的宝贵资源，尽管该城市只有百分之二的居民拥有加喜特名字，而且没有迹象表明他们对其他居民的文化产生了更大的影响。